# Empathy
Empathy är ett program för direktmeddelanden som bland annat stöder text, röst, video och filöverföringar. Programmet har inkluderats i skrivbordsmiljön Gnome sedan version 2.24, och har ersatt Pidgin som direktmeddelandeklient i Linuxvarianterna Ubuntu 9.10 och Fedora 12.